# Taczanka

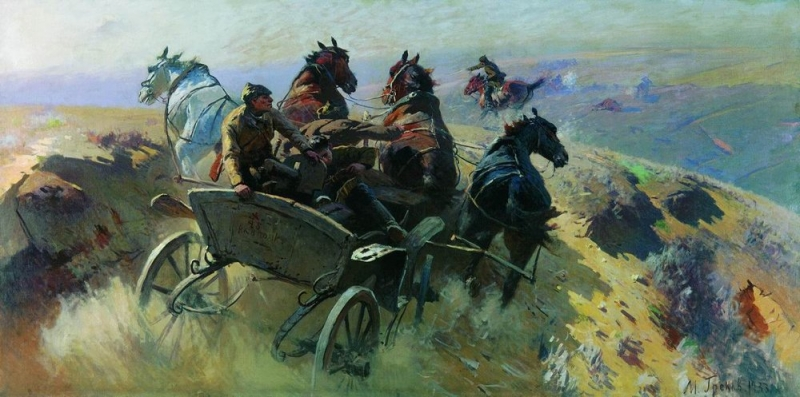
Taczanka – obraz radzieckiego malarza Mitrofana Grekowa (1933)

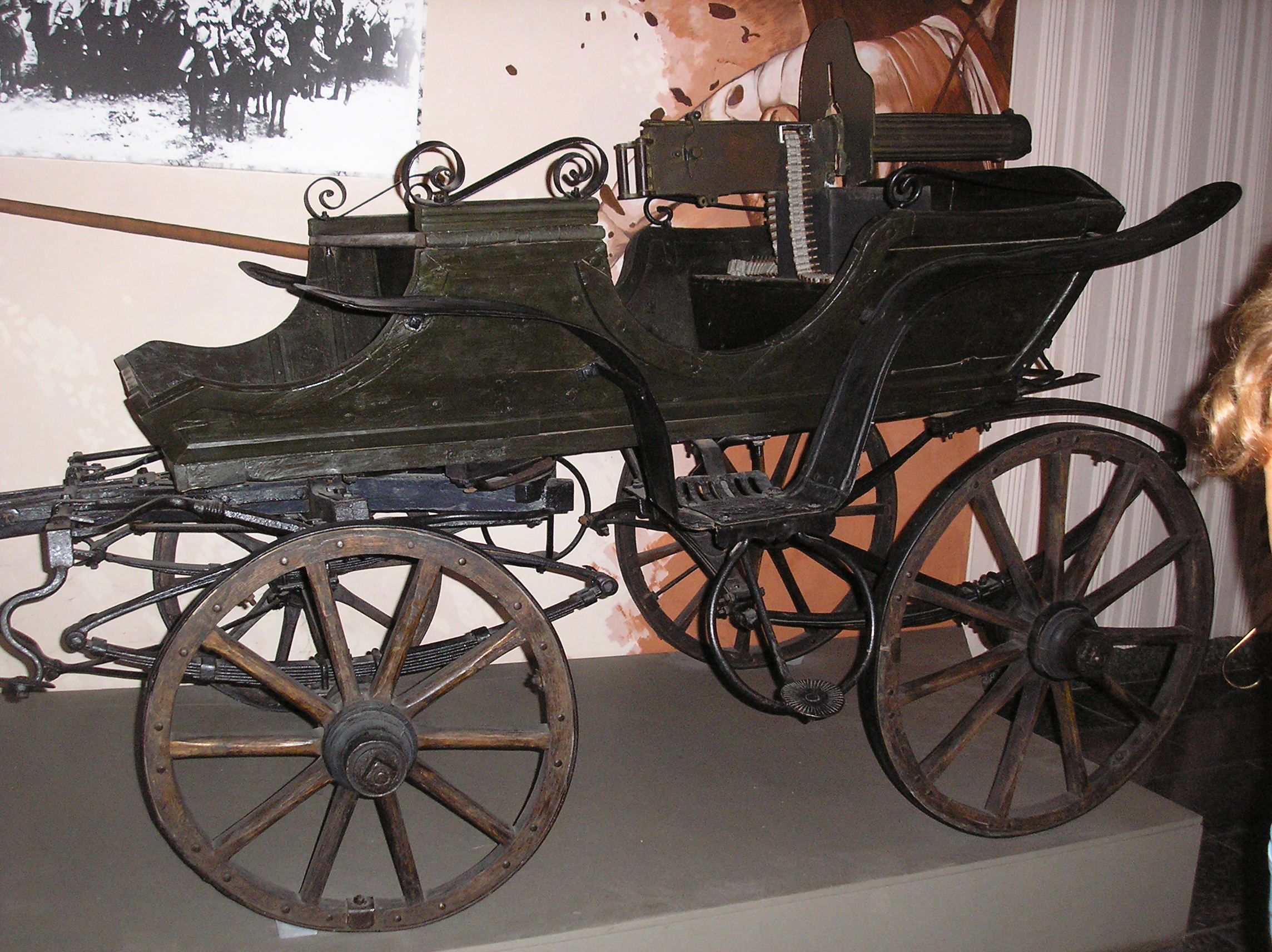
Rekonstrukcja typowej taczanki używanej podczas powstania Machny (1918–1921)

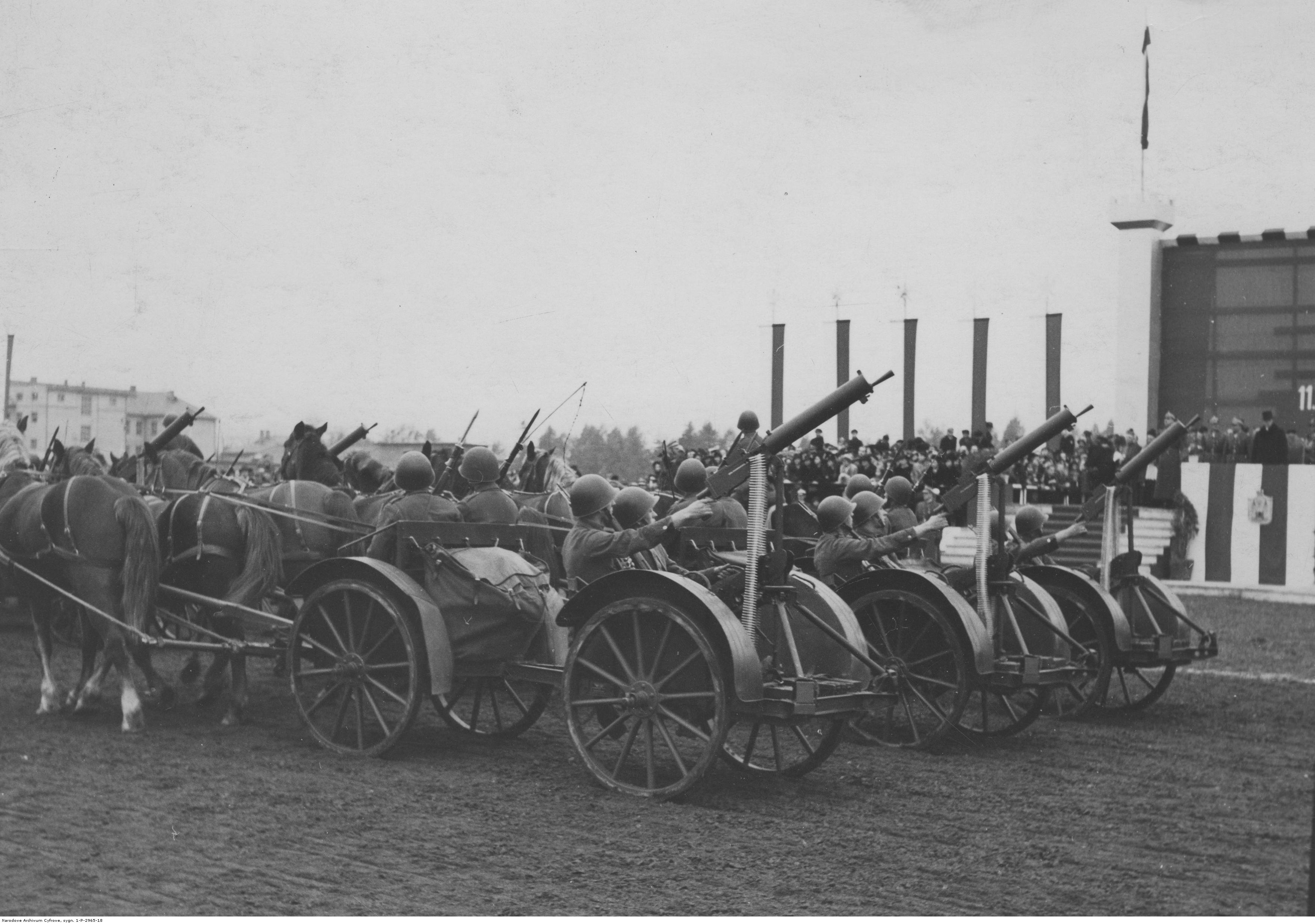
Polskie taczanki wz. 36 z ckm-ami wz. 30 przystosowane do prowadzenia ognia przeciwlotniczego (1938)

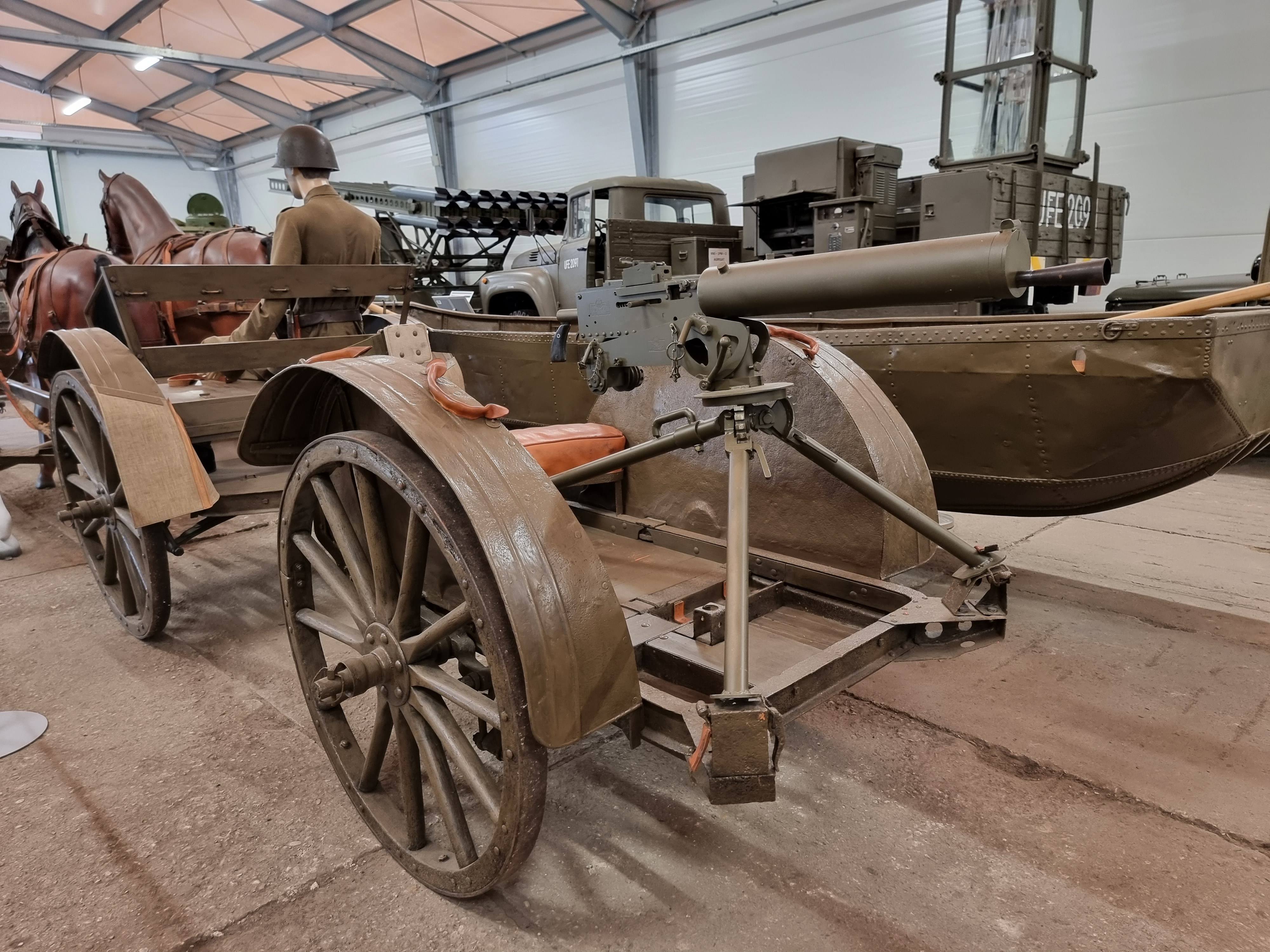
Jedyna oryginalna polska taczanka wz. 36 w Parku Militarny Muzeum Wojska w Białymstoku

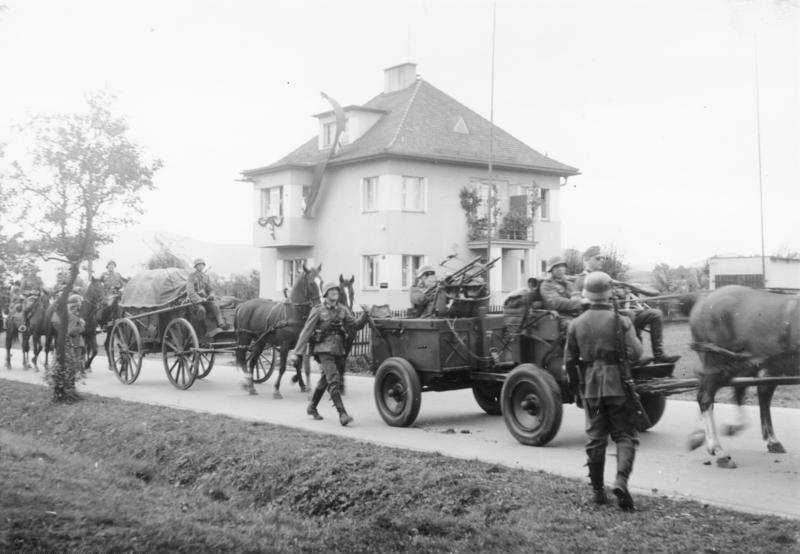
Jednostka Wehrmachtu uzbrojona w taczankę If.5 służącą do obrony przeciwlotniczej (Kraj Sudetów, 1938)

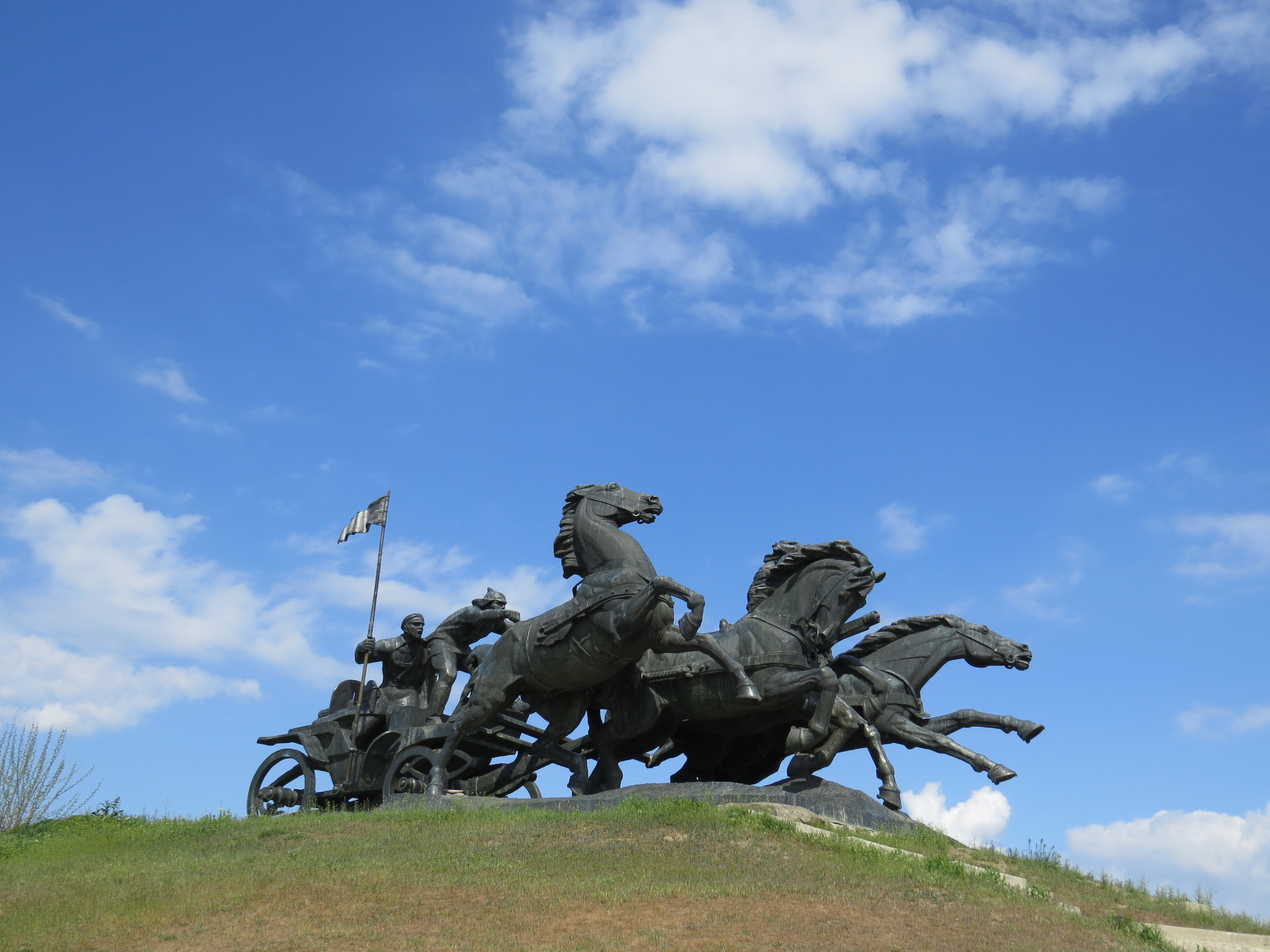
Pomnik Legendarna Taczanka w ukraińskiej Kachowce

Taczanka (ros. i ukr. тачанка) – resorowany zaprzęg konny z ciężkim karabinem maszynowym, wynaleziony przez ukraińskiego anarchistę i rewolucjonistę Nestora Machnę.
Wśród różnych wyjaśnień pochodzenia tej nazwy najczęściej łączy się ją z polskim określeniem „najtyczanka”, odnoszącym się do popularnego powozu (bryczki), którego nazwa powstała od miasta Neutitschein (Nowy Jiczyn), choć sam jej źródłosłów pochodzi wyraźnie od ukraińskiego тачка (taczka), тачати (taczaty).
Taczanka stała się jednym z symboli wojny domowej w Rosji (1917–1920/1924), stąd też powstały liczne upamiętniające ją pomniki. Najsłynniejszy z nich, znany jako Legendarna Taczanka, znajduje się w Kachowce na Ukrainie. 
Powstała także Pieśń o taczance, skomponowana przez radzieckiego kompozytora Konstantina Listowa. Istnieje również polska wersja utworu, przetłumaczona z języka rosyjskiego przez Leona Pasternaka.

## Opis i wykorzystanie
Taczanka była powszechnie używana podczas rosyjskiej wojny domowej, zarówno przez wojska białych, jak i Armię Czerwoną, ze względu na jej szybkość i prostotę wykonania, gdyż można ją było wykonać z praktycznie wszystkiego, co miało cztery koła. Wystarczyło umieścić ciężki karabin maszynowy na tyle powozu, zaprzęgnąć dwa, trzy lub cztery konie i zająć pozycje celowniczego, amunicyjnego i woźnicy. Brak powozów lub koni często powodował jednak, że standardowe taczanki mogły być budowane w ograniczonej liczbie. W takich sytuacjach do dostępnej taczanki dodawano kolejny ciężki karabin maszynowy (najczęściej Maxim wz. 1910), co dawało wówczas ogromną przewagę. Podczas gdy jeden celowniczy przeładowywał broń, drugi osłaniał go ogniem i odwrotnie. Kolejną zaletą taczanki były nieskomplikowane naprawy i często zdarzało się, że gdy powóz ulegał uszkodzeniu podczas szybkiej jazdy, można go było łatwo wymienić na nowy w prawie każdej rosyjskiej wsi. Dlatego później preferowano powozy z żelaznymi kołami, które były bardziej odporne na uderzenia. Według Isaaka Babla, który pełnił funkcję oficera politycznego u Siemiona Budionnego, jego 1 Armia Konna wykorzystywała dwa rodzaje taczanek:
- taczankę lekką, tak zwaną asesorską, do której używano lekkich bryczek skonfiskowanych urzędnikom carskiej Rosji,
- ciężką taczankę osadniczą, do której konstrukcji wykorzystywano znacznie cięższe bryczki bogatych chłopów z rejonów Powołża, w szczególności bryczki osadników niemieckich. Bryczki osadnicze były często bogato zdobione, z malowanymi ręcznie ornamentami, poza tym wyposażone w resory, a ich dna były okute żelazem.

Taczanka służyła do transportu broni, amunicji, piechoty i do atakowania wroga bezpośrednio na polu bitwy. Ciężki karabin maszynowy umieszczony z tyłu powozu, zapewniał skuteczny ogień zaporowy na kawalerię, ścigającą wroga po atakach i podczas odwrotów. Uczestnik wojny polsko-bolszewickiej, kawalerzysta Kornel Krzeczunowicz, wspominał, że taktyka bolszewickich taczanek polegała na oskrzydlaniu polskich pozycji i ciągłym ich osłabianiu krzyżowym ogniem, do czasu gdy sytuacja pozwalała na szarżę. Zwykle w takim momencie następowała kontrszarża polskiej kawalerii, ale lepszym i oszczędniejszym sposobem zwalczania taczanek wroga według Krzeczunowicza był system stosowany przez porucznika Leona Aleksandra Sapiehę. Wykorzystując sztucer z celownikiem optycznym, strzelał do taczanek z dużej odległości, dopóty nie uzyskał kilku strzałów bliskich celu, co powodowało, że obsługa takiej taczanki szybko zmieniała miejsce, przerywając swój ogień i dając tym samym czas polskiej kontrszarży.
Wojsko Polskie korzystało z taczanek podczas niemiecko-radzieckiej inwazji na Polskę we wrześniu 1939 roku, lecz w przeciwieństwie do Sowietów, używających Maxima wz. 1910, Polacy używali ckm-u wz. 30. Niemiecki Wehrmacht na początku II wojny światowej również używał taczanek pod nazwą „If.5”, uzbrojonych w podwójnie sprzężony karabin maszynowy MG 34.